# Tridax hintonii
Tridax hintonii là một loài thực vật có hoa trong họ Cúc. Loài này được (B.L.Turner & A.M.Powell) D.J.Keil, M.A.Luckow & Pinkava miêu tả khoa học đầu tiên năm 1987.